# Mystisches Testament
Mystisches Testament war ein Testament nach gemeinem Recht, das den Namen der Erben, des Erbteils etc. nicht selbst enthielt, sondern insoweit auf ein anderes Schriftstück verwies. Das preußischem Allgemeinem Landrecht (I, 12, §§ 47 f.) verstand darunter ein Testament, das auf eine ihm beigelegte besondere Urkunde verwies. Nach französisch-rheinischem Recht (noch heute Art. 976 Code civil) war ein mystisches Testament ein Testament, das einem Notar verschlossen übergeben wurde. Ein mystisches Testament war damit unklar und nicht ohne weiteres aus sich selbst heraus verständlich. 
Nach der Rechtsprechung des Bundesgerichtshofs (BGH) ist eine Erbeinsetzung unwirksam, wenn die Erben in einem eigenhändigen Testament erst durch Bezugnahme auf eine nicht die Testamentsform wahrende Anlage individualisierbar bestimmt werden können. Zwar könnten, wenn der Wortlaut eines Testaments mehrere Deutungen zulasse, zur Klärung des innerhalb des Wortlauts liegenden Auslegungsspielraums auch außerhalb des Testaments liegende Umstände herangezogen werden, wozu auch nicht der Testamentsform genügende Schriftstücke zu zählen seien. Wenn der (mögliche) Wille des Erblassers in dem Testament aber auch nicht andeutungsweise oder versteckt zum Ausdruck komme, sei der unterstellte, aber nicht formgerecht erklärte Wille des Erblassers unbeachtlich. Eine Erbeinsetzung, die in dem Testament nicht enthalten und nicht einmal angedeutet werde, ermangele der gesetzlich vorgeschriebenen Form und sei daher gemäß § 125 Satz 1 BGB nichtig. 